# Miguel de los Santos Álvarez
Miguel de los Santos Álvarez (Valladolid, 1817 - Madrid, 1892) va ser un escriptor espanyol pertanyent al Romanticisme.
Va quedar orfe als disset anys, la qual cosa va inspirar els seus primers poemes. Va estudiar dret a la seva ciutat natal, on va fer amistat amb José Zorrilla. Es va traslladar a Madrid el 1836 i allí va intimar amb José de Espronceda. A Madrid va figurar entre els assistents a la tertúlia de El Parnasillo (Espronceda, Mariano José de Larra i Patricio de la Escosura), fent-se un lloc entre els triats, com demostren les seves col·laboracions en revistes com No me olvides. Va cofundar a més la revista El Pensamiento al costat dels seus amics Eugenio Moreno, Espronceda i Antonio Ros d'Olano. El seu poema María (1840), ple d'escepticisme davant la vida, es va fer famós perquè Espronceda va posar una de les seves octaves reals com a epígraf del "Canto a Teresa" inclòs en El diable mundo, a part de citar un dels seus versos. A partir de finals de 1841 va ocupar càrrecs diplomàtics a diversos països d'Amèrica llatina i a Viena. Va ser desterrat a França (1848-1852) per la seva participació en els successos revolucionaris. Governador de Valladolid en 1854, va ser diplomàtic, en la labor del qual va ser ministre plenipotenciari del regne d'Espanya a Brasil i Mèxic; va reeditar El diablo mundo d'Espronceda en 1853 amb una continuació seva. Va col·laborar en el ja citat No me olvides i en Setmanario Pintoresco Español. Amb Juan Valera va fundar també el periòdic satíric literari La Malva, periódico suave aunque impolítico a Madrid el primer de novembre de 1859, que va deixar de publicar-se el 25 de gener de 1860. Va prendre part en la tertúlia de Marcelino Menéndez Pelayo.
En la seva poesia lírica es mostra com un romàntic decadent, sense aconseguir la ironia dels models byronianos que seguia, com Espronceda. És el poeta d'un amarg i profund pessimisme resignat, ja que la seva queixa no és la del rebel, sinó la del que se sap condemnat a sofrir. Només es trenca aquesta condemna lleument en el seu poema cançó de 1838:
Hermosa mía, lloro
a más de enamorado, agradecido,
porque tú del tesoro
de amor, allá en mi pecho oscurecido,
sacaste la pasión con que te adoro!
Destaquen els seus poemes El mar i els dedicats al record del seu amic Espronceda, com A Jarifa, inspirat en el poema del mateix títol del seu amic, en la qual es consola trobant en ella el mateix dolor que aquell.
Va publicar també unes Fábulas (1845). Va destacar més aviat en la prosa, on va ser autor d'estranys relats que va recopilar en Tentativas literarias: cuentos en prosa  (Madrid, 1864, amb reedicions ampliades posteriors) i on barreja humor negre i paròdia, adptant una tècnica entre realista i clàssica. Entre ells són justament famosos "El esqueleto vivo" i la novel·la curta La protección de un sastre, Madrid, 1840.
Existeix un retrat i esbós biogràfic de Miguel de los Santos Álvarez en els Retratos y apuntes literarios d'Emilia Pardo Bazán i la seva obra ha estat estudiada per Salvador García Castañeda.